# Sony Ericsson W950

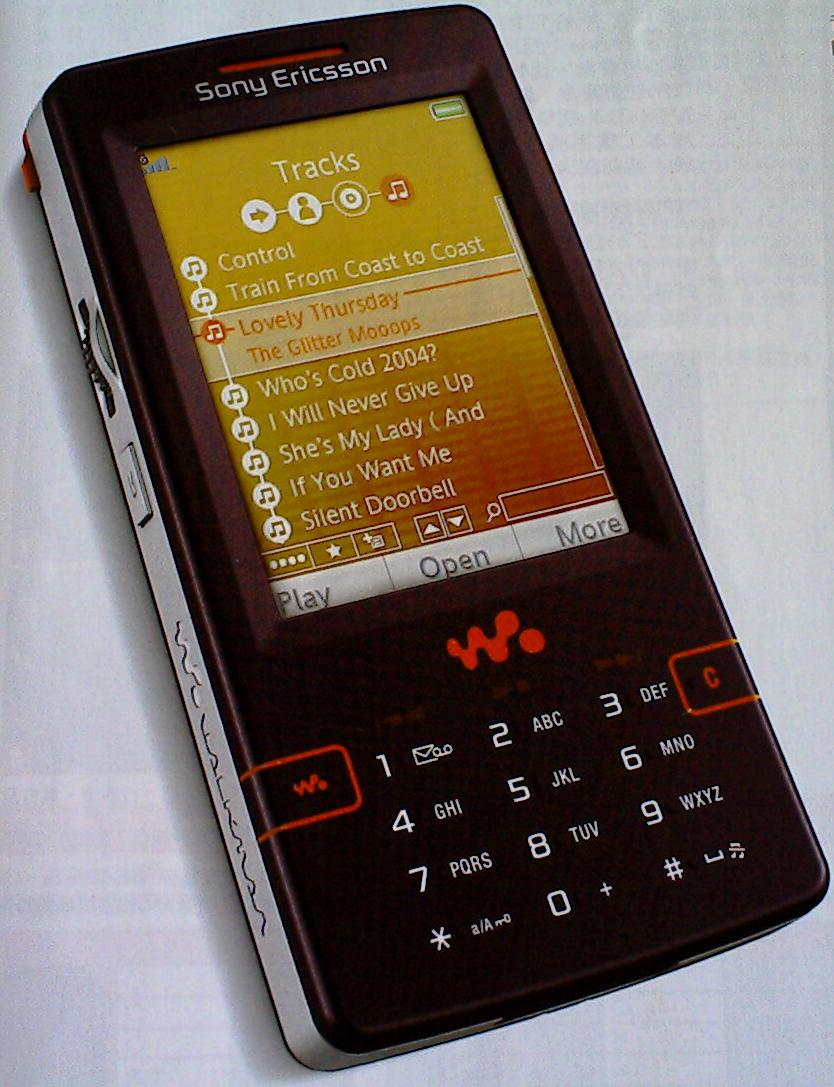
Sony Ericsson W950.

Sony Ericsson W950 är Sony Ericssons första mobiltelefon i modellserien W som använder plattformen Symbian OS och den tredje telefonen överhuvudtaget från Sony Ericsson med UIQ3 som gränssnitt. Det är även den första telefon som har ett inbyggt minne av nämnvärd lagringskapacitet för en musikspelarmobil, ett flashminne på 4 Gb. Detta gör telefonen mycket attraktiv som musikspelare och kan exempelvis konkurrera med vanliga mp3-spelare med liknande lagringskapacitet, till exempel Apples iPod Nano som också använder ett flashminne.
Telefonen är utvecklad som en systermobil med Sony Ericssons kontorsmobil M600 och delar många av dess komponeneter. De mest slående olikheterna är att W950 saknar det s.k. qwertytangentbord som M600 har och istället har den ovan nämnda minneskapaciteten.